# سكين دايموند
سكين دايموند (بالإنجليزية: Skin Diamond)‏ (و. 1987  م) هي ممثلة إباحية، ومغنية مؤلفة، وملحنة، وعارضة، وممثلة، وعارض إغراء، وممثلة أفلام أمريكية، ولدت في فينتورا، كاليفورنيا.

## وصلات خارجية
- سكين دايموند على موقع IMDb (الإنجليزية)
- سكين دايموند على موقع قاعدة بيانات الفيلم (الإنجليزية)
- سكين دايموند على موقع كينوبويسك (الروسية)
- سكين دايموند في قاعدة بيانات الأفلام على الإنترنت